# 신화

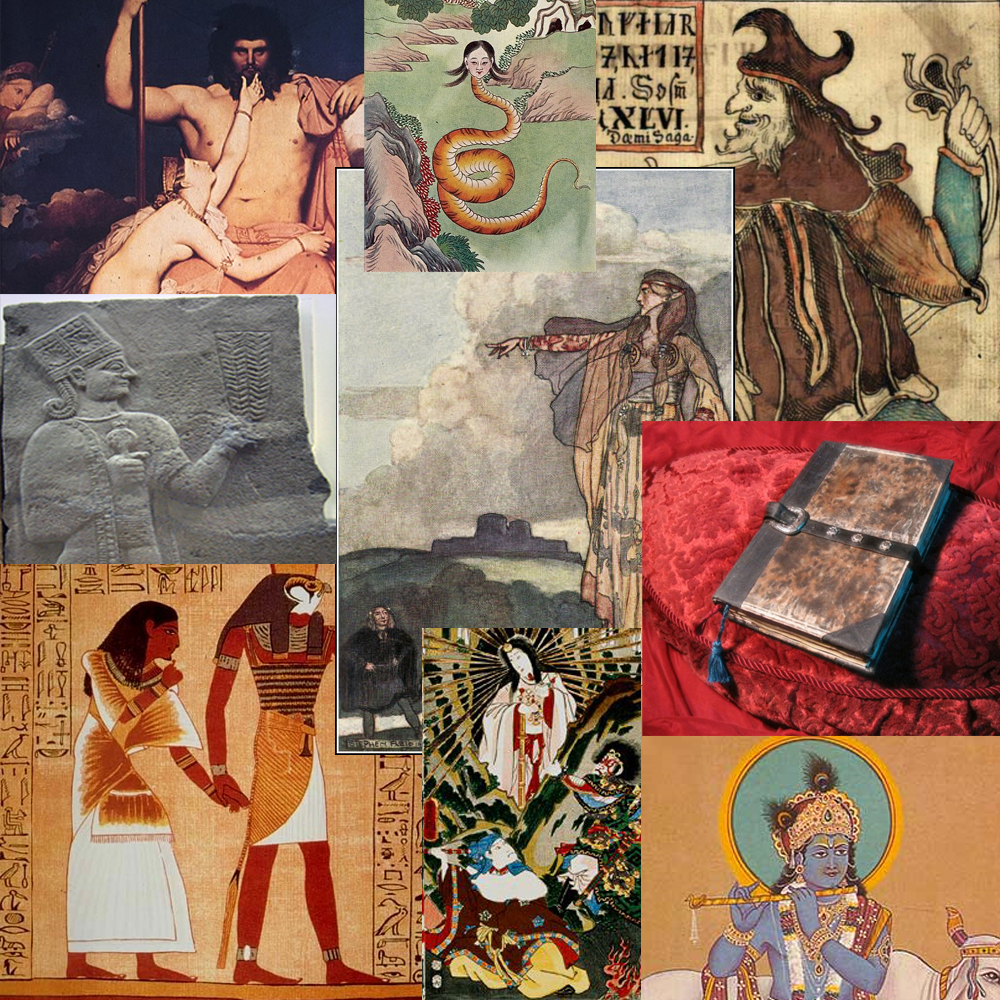
여러 지방의 신화를 묘사하는 그림들.
11시 방향부터 시계 방향으로:
그리스 신화의 제우스와 테티스, 중국 신화의 여와, 북유럽 신화의 로키, 크툴후 신화의 네크로노미콘, 인도 신화의 크리슈나, 일본 신화의 아마테라스, 이집트 신화의 호루스, 히타이트 신화의 테슙, 켈트 신화의 마하.

신화(神話, myth)는 한 나라 혹은 한 민족, 한 문명권으로부터 전승되어 과거에는 종교였으나, 더 이상 섬김을 받지 않는 종교를 뜻한다. 신화는 과거에 종교로서 떨쳤던 영향만큼이나 다양한 문화를 파상시켰으며, 이는 건축, 문학, 예술뿐만 아니라 사람이 사용하는 단어에까지 자취를 남겼다. 한편 신화와 같이 예로부터 전해오는 이야기들을 전설이라고 일컫기도 하지만, 전설은 신화와 비교하여 볼 때 이야기의 주제가 서로 독립된 것이 보통이며 그리고 그 짜임새에서 단편적인 경향이 있다. 이에 비해 신화는 우주론을 포함하며 종교의 체계를 가지고 있다는 것이다.

## 종교
모든 신화는 종교로 비롯되어 그 거대한 설명을 담은 우주론이 존재하며, 대부분의 신화는 유일신 사상의 전파와 함께 사멸되었기 때문에, 유일신교의 큰 특징인 체계적인 경전이 남아있지는 않다. 그러나 신화는 예술과 밀접한 관계를 맺고 있으며 문학과 극, 음악, 미술, 조각 등으로 전해졌기 때문에, 다양한 자료가 남아 있다. 신화는 토착종교로써 발전되는 경향이 강하다.

## 기능
현재 문명을 이루는 대부분의 건축, 예술, 문학, 음악, 시 등이 신화에서 파전되었으며, 이는 과거 신을 위하여 인간들이 예술품(신전 건축, 음악, 춤 등)을 발전시켰기 때문이라 여겨진다. 또한 신화의 다양한 내용들은 우리들이 현재에도 사용하는 단어에 많은 영향을 끼쳤으며, 특히 인도게르만어에는 그 경향이 더 강하다.
신화의 기능이라는 것은 인간 행동에 있어서의 의미와 규제를 가리키는 것이다. 오스트레일리아의 토템적 신화는 주로 신화적 조상과 토템 종물의 여행에 관한 경우가 많다. 왜냐하면 태고시대에 초자연적 존재가 어떻게 하여 이 세상에 나타나고 동식물을 낳게 되었는지 등, 자연의 법칙에 관련된 이야기가 원주민에게 중요한 의미를 갖기 때문이다. 이 신화는 성인식이 있을 때 젊은이들에게 알려주고, 그것이 실천되어 원초의 사실이 재확인된다. 신화의 지식에는 주술, 종교적 능력이 따르기 때문에 신비적인 성격을 띤다.

## 성격
원시시대에서 한 민족에게 예로부터 전해 오는 이야기로, 문화가 낮은 민족이 심령의 초자연적 힘을 중심으로 자연계나 인문계의 여러 현상을 그들 나름대로 상상하고 서술한 민족 발생의 이야기가 바로 민속종교이다. 이를테면 민속종교는 개인적 소산이 아니고 민족 전체를 지배하는 풍속·신앙·제도·도덕 등을 배경으로 하여 나타난 선조들의 문화적 유산이라 할 수 있다. 따라서 신화는 민족의 신념이고 그들의 역사를 말해 주며 그 구송성(口誦性) 때문에 민족 서사시로 발전하고 문학화된다. 또 전설이란 구체적인 사물에 결부시킨 설화로서 과거의 사실, 또는 사실이라고 믿어지는 사건이 구전이나 문자로 전해 내려오는 이야기를 이른다.
그리고 전설이 발생한 시대보다 후까지 존속한 민담(民譚)과 역사적인 인물·토지·사건 등에 관한 구비(口碑)로 나누기도 한다. 신화는 시간과 공간의 제약을 받지 않는 유동적 변화물이다.

### 신화의 성격
1. 민족 예술성 : 신화는 오랜 세월에 걸쳐 생활 속에서 자연 발생한 것으로 개인 작가가 없고 민족성을 반영하는데, 각 신화의 분야마다 그 발생 양상의 세부적인 면에서는 약간의 차이가 있다.
2. 구송성(口誦性) : 신화는 그 초보적 산출을 제주(祭主)가 신을 움직이려는 주문·도사(禱詞)로써 하는 경우가 많은데, 무가(巫歌) 중 특히 서사적인 것은 신화적인 성격을 띤다.
3. 설명성 : 자연계나 인문계의 모든 현상을 설명하려 하되, 그 모든 것이 신의 의지에 의한다는 원초적 사고방식이 으뜸이 되면서 신화는 형성된다.
4. 인격화 : 애니미즘·토테미즘 종교 형태에서 인문현상 및 자연현상이 신격화되고, 그것이 다시 인격화된다. 신화는 비실제적 사실과 인물이지만 민중 생활을 반영한다는 점에 가치를 갖는다.
5. 변화성 : 신화에는 원시 사회의 야만적·불합리성이 반영되나 인지의 발달과 더불어 합리화를 추구하는 까닭에 변화성 자체가 하나의 본질로 된다.
6. 유동성(類同性) : 개인 창작이 아니므로 자연히 여러 가지 주제가 결합·구성되어 설화 형식의 기반이 된다. 예컨대 홍수 설화(洪水說話), 난생 설화(卵生說話), 영웅의 사신 퇴치(邪神退治) 등에서 보는 유동성이 그것이다.[1]

### 전설의 본질
덧붙여 전설과 민담의 본질을 설명하면 다음과 같이 나눌 수 있다.
1. 신화는 초자연적이고도 숭엄한 사실을, 전설은 실재의 장소·사물·인물에 대하여 사실로 믿어지는 것을, 민담은 사실 여부는 도외시하고 흥미 본위를 문제 삼고 있다. 따라서 신화는 원칙적으로 비(非)사실을, 전설은 반(半)사실·반(反)비사실을, 민담은 흥미를 위주로 한다.
2. 전설은 신축성이 자유스러우며, 민담은 전설보다 고정성이 강하다.
3. 시간·공간적인 면에서 신화는 비교적 제한을 받지 않으나, 전설은 특정 시대나 지역의 이야기이며, 민담은 사실 여부는 물론, 시공(時空)의 제한을 전혀 받지 않는다.
4. 신화의 주인공은 개별성을 띠고, 전설의 주인공도 역사적 특정 인격에 영격(靈格)이 혼합되어 이루어진 반(反)초자연적 인물이나 민담의 인물은 ‘효자’·‘바보’ 등 일정한 유형성을 갖는 관념적 존재이다.
5. 기능 면에서 신화는 전 집단의 신앙을 요청하여 집단 단결의 핵심적 역할을 하고, 전설은 일정 지역을 중심으로 애향심(愛鄕心)을 고취하나, 민담은 흥미 본위의 사교적 교환물로 장차 설화 소설의 모체가 된다. 그러나 광의(廣義)의 설화 문학 속에는 신화·전설·민담이 모두 포함되어 서사 문학을 형성하며 장차 소설 문학에 큰 영향을 미치게 된다.[1]

## 신화와 서사 문학
신화와 전설은 대개 이야기를 전승하는 신관(神官)이 구송한 것으로, 일종의 신가적(神歌的) 서사시라고 할 수 있다. 그런데 이것이 민간으로 흘러 들어와 민간 설화가 되고, 여기에 흥미 중심의 이야기가 첨가되어 구비 민담으로 원시 문학의 독특한 형태를 이루었다. 이 신화·전설·민담은 다음에 오는 서정 문학의 모체가 되었다.

## 각 지역의 신화
| - 아시아 - 인도 신화 - 중국 신화 - 한국 신화 - 일본 신화 - 만주 건국 신화 - 몽골 건국 신화 - 베트남 신화 - 부랴트 게세르 신화 - 서아시아 및 근동 지방 - 메소포타미아 신화\바빌론 신화 - 이집트 신화 - 페르시아 신화 - 헤브라이 신화\가나안 신화:우가리트 신화 - 히타이트 신화 - 페니키아 신화 - 원시 아랍 신화 | - 아프리카 - 니그로 신화 - 베르베르 신화 - 유럽 - 남((동))유럽:그리스 신화 - 남유럽 신화:로마 신화 - 북유럽 신화:게(노)르만 신화 - 서유럽 신화:켈트 신화 - 동유럽 신화:슬라브 신화 - 동유럽 신화:발트 신화 - 동유럽 신화:핀란드 신화 - 아메리카 - 이누이트 신화 - 마야 신화 - 잉카 신화 - 아즈텍 신화 - 나바호 신화 - 오세아니아 - 폴리네시아 신화 |

## 신화를 소재로 한 작품

### PC 게임
- 에이지 오브 미쏠로지

## 같이 보기
- 문학
  - 사가 (문학)
- 문화
  - 민속
- 이야기
  - 도시전설
  - 설화
  - 소문
- 학문
  - 신화학